# بوب روبرتس (فلم)
بوب روبرتس (بالإنجليزية: Bob Roberts) هو فيلم من إنتاج 1992 من تأليف وإخراج تيم روبنز، وهو من أفلام موكيومنتري. يؤرخ الفيلم صعود بوب روبرتس، سياسي أمريكي محافظ ومرشح لمجلس الشيوخ الأمريكي في الانتخابات المقبلة. كانت حملة روبرتس الانتخابية ممولة بشكل جيد، بسبب علاقاته التجارية السابقة، وقد اشتهر بموسيقاه التي عرضت أفكارا محافظة على أنها ثورية. يلمّح الفيلم إلى أن الصفقات المشبوهة والنفاق والخداع هي من ركائز السياسة الاميركية.

## وصلات خارجية
- مقالات تستعمل روابط فنية بلا صلة مع ويكي بيانات

- صفحته في قاعدة بيانات الأفلام